# Bill Mallon
William „Bill“ James Mallon (* 2. Februar 1952 in Paterson, New Jersey) ist ein US-amerikanischer Sporthistoriker und Orthopäde.

## Leben
Bill Mallon war als Golfprofi von 1975 bis 1979 auf der US-PGA-Tour, interessierte sich aber bereits früh für die Geschichte der Olympischen Spiele. 1981 veröffentlichte er sein erstes Werk, eine statistische Zusammenfassung über die Olympischen Spiele 1904.
1984 gab er ein erstes Standardwerk heraus, das er mit Ian Buchanan gemeinsam verfasst hatte: Quest for Gold enthält Kurzlebensläufe aller US-amerikanischen Medaillengewinner bei Olympischen Spielen. 1992 verfasste er zusammen mit Erich Kamper ein Who’s Who der Olympischen Spiele, in dem zu jedem olympischen Medaillengewinner bis 1992 das Geburtsdatum, und so vorhanden das Sterbedatum, aufgeführt ist, sofern Kamper und Mallon dieses Datum herausfinden konnten. Daneben enthält das Werk Statistiken zu Sportarten und Teilnehmerländern. 1993 waren Mallon und Buchanan Co-Autoren des von Peter Matthews herausgegebenen Guinness International Who’s Who of Sport.
Mallon hat daneben Monographien über die Olympischen Spiele von 1896 bis 1920 verfasst. 2001 wurde er mit dem Olympischen Orden ausgezeichnet. Bill Mallon ist Gründungsmitglied der International Society of Olympic Historians und war als Vorgänger von Karl Lennartz Präsident dieser Organisation. Neben seinen Beiträgen zur olympischen Geschichte hat Mallon auch Bücher über Golf und über medizinische Themen verfasst. Mallon ist Absolvent der Duke University und als Orthopäde auf Schulterprobleme spezialisiert.

## Werke (Auswahl)
- Quest for Gold. Leisure Press, New York City 1984, ISBN 0-88011-217-4 (zusammen mit Ian Buchanan)
- The Olympic Record Book. Taylor & Francis, 1988, ISBN 0-8240-2948-8
- Who’s Who der Olympischen Spiele 1896–1992. Who's Who at the Olympics. AGON Sportverlag, Kassel 1992, ISBN 3-928562-47-9 (zusammen mit Erich Kamper)
- The Golf Doctor. How to Play a Better, Healthier Round of Golf. Macmillan, 1996, ISBN 0-02-860853-4 (zusammen mit Larry Dennis)
- Historical Dictionary of the Olympic Movement. Scarecrow Press, 1996, ISBN 0-8108-3062-0 (zusammen mit Ian Buchanan)
- The 1896 Olympic Games. Results for All Competitors in All Events. With Commentary. McFarland & Company, Jefferson (North Carolina) 1997. ISBN 0-7864-0379-9. (zusammen mit Ture Widlund)
- The 1900 Olympic Games. Results for All Competitors in All Events. With Commentary. McFarland & Company, Jefferson (North Carolina) 1997. ISBN 0-7864-0378-0.
- The 1904 Olympic Games. Results for All Competitors in All Events. With Commentary. McFarland & Company, Jefferson (North Carolina) 1999. ISBN 0-7864-0550-3.
- The 1906 Olympic Games. Results for All Competitors in All Events. With Commentary. McFarland & Company, Jefferson (North Carolina) 1999. ISBN 0-7864-0551-1.
- The 1908 Olympic Games. Results for All Competitors in All Events. With Commentary. McFarland & Company, Jefferson (North Carolina) 2000. ISBN 0-7864-0598-8. (zusammen mit Ian Buchanan)
- The 1912 Olympic Games. Results for All Competitors in All Events. With Commentary. McFarland & Company, Jefferson (North Carolina) 2001. ISBN 0-7864-1047-7. (zusammen mit Ture Widlund)
- The 1920 Olympic Games. Results for All Competitors in All Events. With Commentary. McFarland & Company, Jefferson (North Carolina) 2003. ISBN 0-7864-1280-1. (zusammen mit Anthony Bijkerk)